# Dolichoderus longicollis
Dolichoderus longicollis es una especie de hormiga del género Dolichoderus, subfamilia Dolichoderinae. Fue descrita científicamente por MacKay en 1993.
Se distribuye por Brasil y Colombia. Se ha encontrado a elevaciones de hasta 30 metros.